# گرگوریو کونرادو آلوارز
گرگوریو کونرادو آلوارز (به اسپانیایی: Gregorio Conrado Álvarez) (زادهٔ ۲۶ نوامبر ۱۹۲۵ – درگذشتهٔ ۲۸ دسامبر ۲۰۱۶) ارتشبد اروگوئه‌ای بود که در سال‌های ۱۹۸۱ تا ۱۹۸۵ به عنوان رئیس‌جمهور اروگوئه مشغول به کار بود. او آخرین رئیس‌جمهور دیکتاتوری نظامی اروگوئه به شمار می‌رفت. گرگوریو کونرادو آلوارز در ۲۸ دسامبر ۲۰۱۶ پس از دو هفته بستری شدن در بیمارستان در سن ۹۱ سالگی درگذشت.